# W-HA
 (novembre 2019).
W-HA est une filiale du groupe Orange et un établissement de monnaie électronique créé en 2000 et agréé depuis 2013. Elle a pour objectif d'accompagner la valorisation des services sur internet fixe et mobile. Il est à l’origine de la mise en place des systèmes de « kiosques multi-opérateurs » permettant aux éditeurs de service d’être rémunérés par le moyen de la facture opérateur.
Doté d’un capital de 10 millions d’euros, W-HA propose des prestations de paiement dans plus de 30 pays.

## Histoire
L’entreprise W-HA est créée en 2000 à Boulogne-Billancourt. Philippe-Étienne Zermizoglou en est le directeur général depuis la création de l’établissement. 
En 2002, conformément au site web de l’entreprise, la société lance ses services de « Premium sur facture » via Internet+. Une prestation de paiement sur facture Internet et sur facture mobile.
En 2003, W-HA a développé la prestation de paiement par SMS (SMS+) pour le compte d’Orange.
L’année 2008 fait l’objet de l’ouverture du hub raccordé à une quinzaine de pays africains pour le transfert d’airtime international. La même année, W-HA lance les recharges de compte prépayé pour le compte Orange. (Ticket vidéo, Ticket fun).
En 2012, la société est certifiée PCI-DSS et en 2013, elle est agréée par l’Autorité de contrôle prudentiel et de résolution en statut d’établissement de monnaie électronique. W-HA est membre du GIE CB, c’est à la suite de cet agrément que la société investit dans la monétique et la monnaie électronique.  
En 2019, W-HA lance une nouvelle offre monétique Contodéo, qui s’inscrit dans une logique cross-canal et de retrait en magasin. L’offre s’adresse aux commerçants en ligne qui souhaitent gérer des encaissements carte sur leur site marchand.
En 2022, la Commission des sanctions de l'ACPR inflige à W-HA un blâme et une sanction pécuniaire de 700 000 euros, pour des manquements dans son dispositif de lutte contre le blanchiment et le financement du terrorisme, en particulier sur son offre de monnaie électronique Orange Money France, qui permet par exemple de transférer des espèces vers des pays à haut risque comme le Mali.

## Activité
L’activité de la société s’articule autour de quatre domaines : le paiement sur facture, la monétique, la monnaie électronique et le prépayé.
Depuis sa création dans les années 2000, l’entreprise propose des prestations de paiement sur facture opérateur. La société américaine Valista (ex-iPin) fut retenue par Orange et est le fournisseur de technologie de micropaiement de W-ha.
W-HA propose une offre dénommée Contodeo W-HA incluant l’enrôlement client et le suivi de ces derniers sur le long terme ainsi que différents types de règlements en boutiques et en ligne.